# Référendums en Équateur
Les référendums sont possibles en Équateur à l'initiative du président ou de la population en matière législative, abrogative, révocatoire et constitutionnelle ainsi que pour la convocation d'une assemblée constituante, la constitution équatorienne de 2008 offrant un large cadre légal à ces formes de démocratie directe. 

## Fondements
La constitution équatorienne de 2008 donne à la population la possibilité de convoquer un référendum sur une proposition de loi, l'abrogation d'une loi existante, la révocation d'un élu - dont le président -, une modification de la constitution ainsi que sur la convocation d'une assemblée constituante,.

## Référendums

### Législatif ou abrogatif
En accord avec l'article 104 de la constitution, une pétition peut déclencher la tenue d'un référendum populaire en matière législative à la condition de réunir en six mois les signatures d'au moins 5 % des électeurs inscrits sur les listes électorales. En 2018, un total de 13 026 598 électeurs étaient inscrits sur les listes, ce qui équivaut à un seuil d'environ 650 000 signatures. En pratique, le nombre de signatures à collecter est cependant plus élevé pour pallier le nombre variable de signatures invalides ou en double.

### Révocatoire
En accord avec l'article 105 de la constitution, tous les élus équatoriens peuvent faire l'objet de référendum révocatoire, si au moins 10 % des électeurs inscrits sur les listes électorales  dans la circonscription de l'élu concerné en font la demande dans un délai de six mois. Dans le cas du président de la république, le seuil est de 15 % des inscrits au niveau national (soit environ 1 950 000 signatures en 2018).
Un tel référendum ne peut être convoqué qu'une seule fois au cours du mandat de l'élu. Il ne peut pas non plus l'être au cours de la première ou de la dernière année du mandat.

### Constitutionnel
L'article 441 de la constitution permet la tenue d'un référendum portant sur une modification de la constitution, qui peut se faire à l'initiative :
- Du président de la république
- Des signatures d'au moins 8 % des électeurs inscrits sur les listes électorales (environ 1 040 000 en 2018). Ils peuvent également en faire la proposition à l'assemblée par une pétition réunissant 1 % des inscrits. Si l'assemblée n'étudie pas la proposition dans un délai d'un an, les pétitionnaires peuvent demander la tenue d'un référendum. Il ne peut être soumis qu'une seule pétition de révision constitutionnelle à la fois.

### Constituant
L'article 444 de la constitution permet la tenue d'un référendum portant sur la convocation d'une assemblée constituante. Il peut se faire à l'initiative :
- Du président de la république
- Des deux tiers des membres de l'assemblée nationale
- Des signatures d'au moins 12 % des électeurs inscrits sur les listes électorales (environ 1 560 000 en 2018).

La proposition doit inclure le mode de scrutin qui sera utilisé pour élire ou sélectionner les membres de la constituantes ainsi que le cadre général du processus électoral. La nouvelle constitution préparée par l'assemblée constituante devra à son tour faire l'objet d'un référendum.

## Contrôle de constitutionnalité
Les référendums législatifs d'origine populaire ne sont pas autorisés sur les sujets relatifs à la fiscalité ainsi qu'à la structure politique et administrative de l'état.
Une décision de la cour constitutionnelle quant à la constitutionnalité de chaque type de référendum est obligatoire. En cas d'avis favorable, le Conseil électoral national proclame dans les quinze jours la tenue du scrutin, qu'il fixe à une date incluse dans les soixante jours suivants la proclamation.
Les référendums constitutionnels ne peuvent avoir pour objet une modification de la nature de l'état ou de ses éléments décentralisés, porter atteinte aux droits garantis par la constitution , ou changer la procédure d'amendement de la constitution.

## Conditions de validité
Tous les référendums sont légalement contraignants. L'article 106 stipule qu'une proposition est adoptée si elle réunit la majorité absolue des suffrages exprimés, à l'exception du référendum révocatoire à l'encontre du président, pour lequel la majorité absolue du total des suffrages exprimés et des votes blancs et invalides est exigée .